# Via Francisca
La via Francisca è un tratto dell'antica via Regina che parte da Sorico e giunge in Valchiavenna oltrepassando lo spartiacque tra la provincia di Como e quella di Sondrio a est del monte Berlinghera.
L'etimologia del nome  si ipotizza dal francese medioevale franchir o franchissement che significa "oltrepassare" o "passaggio".
La sua origine è legata a quella della strada romana chiamata antica via Regina essendo una prosecuzione naturale della direttrice principale di essa. La via Francisca cadde in disuso già nell'Alto medioevo per essere in seguito riutilizzata come via di comunicazione durante il XIII secolo. Una incerta tradizione ricorda Federico Barbarossa percorrere la via Francisca, rifugiandosi nella torre Colombée di Samolaco durante una delle sue discese in Italia.
Nel 1483 fu utilizzata dall'esercito grigione durante il tentativo di invasione del territorio della Repubblica delle Tre Pievi; nel 1525 sempre i Grigioni, in lotta con Gian Giacomo Medici detto il Medeghino, distrussero il castello di Sant'Andrea (a Samolaco) per impedirgli di utilizzare il passo Forcola come collegamento tra i suoi possedimenti di Val Mesolcina e quelli di Musso Gravedona e Sorico.
Con il consolidarsi dei confini e dei rapporti tra il Ducato di Milano e i Grigioni, la via Francisca decadde ad un ruolo sempre più marginale, ridotta ad utilizzo esclusivamente locale da parte degli abitanti di Albonico e di Samolaco e dagli allevatori del lago di Como diretti con il bestiame sugli alpeggi della Valle Spluga.
Temendo una invasione dalla Svizzera, durante la prima guerra mondiale la via venne fortificata con dei punti di osservazione e polveriere.
La via Francisca del Lucomagno è oggi utilizzata come sentiero naturalistico di avvicinamento all'oratorio di San Fedele e allo stagno di Peschiera.
È lunga 510 km, di cui 135 in Italia. Alcuni tratti sono accessibili alle persone a ridotta capacità motoria. Il tracciato è ben segnalato e in sicurezza.
La Via può essere percorsa tutto l’anno, a piedi o in bicicletta, grazie al fatto che il passo del Lucomagno in Svizzera, con i suoi 1915 mt di altezza è il più basso dell’area alpina e difficilmente presenta condizioni avverse ai camminatori.
Alla meta, a Pavia, la Francisca prosegue verso Roma con la Via Francigena.
Lungo il tragitto è possibile visitare beni Unesco, parchi naturali, beni artistici e storici.